# Barbro Karabuda
Gitta Barbro Karabuda, ogift Gidlund, född 16 juli 1935 i Lidköpings församling i Skaraborgs län, död 7 oktober 2017 i Sundbyberg, var en svensk författare och filmare.
Barbro Karabuda var dotter till bokförläggaren Alfons Gidlund och Ruth, född Mickels, samt syster till Krister Gidlund. Hon tog examen vid Schartaus handelsgymnaium 1952 och gjorde dokumentärfilmer från främmande länder för SVT, radioprogram om u-länder samt skrev artiklar.
Hon regisserade TV-filmerna Barnet, De vita byxorna och Den gröna ödlan efter Yaşar Kemals manus, Ambassaden och Svartskallen, gjorde egna manus, TV-pjäsen Anna (manus Kristina Hjertén).
Hon gav ut ett antal böcker, bland annat Turkiet – mitt andra hemland (1957), Kuwait konfidentiellt (1958), Cypern, ön i terrorns skugga (1959), Öster om Eufrat – i kurdernas land (1960), Hongkong (1962), Rosenkullen (1966), Till Mecka (1967), Anklagelser – ett politiskt reportage från Turkiet (1968), Amok – ett politiskt reportage från Indonesien (1969), Vargtimmar – berättelser om förtryck och uppror (1976) och Olivkusten (1980).
Barbro Karabuda var till sin död gift med sin samarbetspartner, fotografen Günes Karabuda (1933–2018), de gifte sig två gånger med varandra, första gången 1954 och andra gången 1961. De fick döttrarna Ayperi Karabuda Ecer (född 1956) och Denize Karabuda (född 1962) samt sonen Alfons Karabuda (född 1967).
Barbro Karabuda är gravsatt i minneslunden på Sundbybergs begravningsplats.